# 1. deild Wysp Owczych (1989)
W roku 1989 odbyła się 47. edycja 1.deild (dziś, od 2005 roku zwanej Formuladeildin), czyli pierwszej ligi piłki nożnej archipelagu Wysp Owczych. Poprzednim liderem, a tym samym zespołem broniącym mistrzostwa Wysp Owczych był zespół HB Tórshavn, ale pierwszą drużyną w tabeli został wtedy zespół B71 Sandoy.
Tak jak obecnie już w roku 1989 w pierwszej lidze Wysp Owczych grało 10 klubów. Nie było tak jednak zawsze, a liczba zespołów zwiększała się wraz z przybywaniem nowych drużyn na archipelagu. Po raz pierwszy 10 klubów pojawiło się w rozgrywkach z 1988, kiedy ich liczba została zwiększona z ośmiu. Możliwość zdegradowania danego zespołu pojawiła się w roku 1976, jednak dwa zespoły degradowane są dopiero od 1988. W 1989 spadły ÍF Fuglafjørður z dziewiątego i LÍF Leirvík z dziesiątego miejsca.
Zwycięzca turnieju B71 Sandoy po raz pierwszy wówczas awansował do pierwszej ligi archipelagu i od razu zajął w niej pozycję lidera. Stało się to jednak pierwszy i, jak na razie, ostatni raz w historii tej drużyny. Klub ÍF Fuglafjørður, pomimo dobrego występu w poprzednim sezonie nie utrzymał się tym razem w lidze i zajął dziewiąte miejsce. Debiutantem w pierwszej lidze był też SÍF Sandavágur, który osiągnął swój najlepszy wynik w historii – ósme miejsce w tabeli.
Królem strzelców tej edycji pierwszej ligi został Islandczyk Egill Steinthorsson, ostatni piłkarz VB Vágur, jaki mógł się poszczycić tym tytułem, a także pierwszy zawodnik pochodzenia nie-farerskiego obdarowany tym wyróżnieniem.
Za zwycięstwo w tych rozgrywkach przyznawano jeszcze dwa punkty, a nie trzy, jak to ma obecnie miejsce.

## Uczestnicy
| Uczestnicy 1. deild 1988                                                                                      | Uczestnicy 1. deild 1988 | Uczestnicy 1. deild 1988 | Uczestnicy 1. deild 1988 |
| --- | ------------------------ | ------------------------ | ------------------------ |
| HB | HB Tórshavn              | 1                        |                          |
| B68 | B68 Toftir               | 2                        |                          |
| B36 | B36 Tórshavn             | 3                        |                          |
| ÍF | ÍF Fuglafjørður          | 4                        |                          |
| GÍ | GÍ Gøta                  | 5                        |                          |
| VB | VB Vágur                 | 6                        |                          |
| LÍF | LÍF Leirvík              | 7                        |                          |
| KÍ | KÍ Klaksvík              | 8                        |                          |
| Awans z 2. deild 1988                                                                                         |                          |                          |                          |
| B71 | B71 Sandoy               | 1                        |                          |
| SÍF | SÍF Sandavágur           | 2                        |                          |
| Oznaczenia: - kolumna pierwsza – skróty nazw drużyn, - kolumna trzecia – miejsce zajęte w poprzednim sezonie. |                          |                          |                          |

## Rozgrywki

### Tabela ligowa
| Lp. | Drużyna             | M  | Z  | R | P  | Bramki | Bramki | Różn. | Pkt | Uwagi              |
| --- | ------------------- | -- | -- | - | -- | ------ | ------ | ----- | --- | ------------------ |
| 1   | B71 Sandoy (M)      | 18 | 13 | 5 | 0  | 37     | 13     | +24   | 31  |                    |
| 2   | HB Tórshavn         | 18 | 8  | 6 | 4  | 43     | 30     | +13   | 22  |                    |
| 3   | B68 Toftir          | 18 | 7  | 8 | 3  | 25     | 20     | +5    | 22  |                    |
| 4   | VB Vágur            | 18 | 8  | 5 | 5  | 33     | 21     | +12   | 21  |                    |
| 5   | KÍ Klaksvík         | 18 | 8  | 5 | 5  | 36     | 32     | +4    | 21  |                    |
| 6   | B36 Tórshavn        | 18 | 8  | 3 | 7  | 27     | 26     | +1    | 19  |                    |
| 7   | GÍ Gøta             | 18 | 7  | 2 | 9  | 28     | 33     | −5    | 16  |                    |
| 8   | SÍF Sandavágur      | 18 | 5  | 5 | 8  | 24     | 30     | −6    | 15  |                    |
| 9   | ÍF Fuglafjørður (S) | 18 | 2  | 6 | 10 | 11     | 30     | −19   | 10  | Spadek do 2. deild |
| 10  | LÍF Leirvík (S)     | 18 | 0  | 3 | 15 | 9      | 38     | −29   | 3   | Spadek do 2. deild |

## Sędziowie
Następujący arbitrzy sędziowali poszczególne mecze 1.deild 1989:
| L.p. | Sędzia              | Mecze |
| ---- | ------------------- | ----- |
| 1.   | Baldvin Baldvinsson | 7     |
| 2.   | Harry Benjaminsen   | 3     |
| 3.   | Hans Henrik Bøttger | 4     |
| 4.   | Nemus N. Djurhuus   | 4     |
| 5.   | Kim Ejdesgaard      | 1     |
| 6.   | John Eysturoy       | 1     |
| 7.   | Magnus Fuglø        | 1     |
| 8.   | Jákup Fr. Joensen   | 1     |
| 9.   | Jógvan Jensen       | 1     |
| 10.  | Petur Erhard Kjærbo | 4     |
| 11.  | Niklas á Líðarenda  | 4     |
| 12.  | Herman Midjord      | 2     |
| 13.  | Øssur Mohr          | 1     |
| 14.  | Sólbjørn Mortensen  | 2     |
| 15.  | Sjúrður Norðbúð     | 2     |
| 16.  | ?                   | 62    |